# 2,2-Diethoxytetrahydrofuran
2,2-Diethoxytetrahydrofuran ist ein cyclischer Orthoester, der mit Diolen zu bioabbaubaren Polyorthoestern umgesetzt werden kann.

## Darstellung
Die Synthese von 2,2-Diethoxytetrahydrofuran durch Reaktion von γ-Butyrolacton und dem Meerwein-Salz Triethyloxoniumtetrafluoroborat in Diethylether wurde zuerst von Hans Meerwein und Mitarbeitern beschrieben. Das elektrophile Ethylkation lagert sich dabei stets an den Carbonylsauerstoff an und bildet den isolierbaren, aber außerordentlich hygroskopischen Feststoff (Fp. 42 °C) O-Ethyl-γ-butyrolactonium-tetrafluoroborat, der sich in Dichlormethan, Chloroform und 1,2-Dichlorethan löst, in Diethylether, Benzol und Tetrachlorkohlenstoff unlöslich ist. Das Oniumsalz addiert praktisch quantitativ ein Ethanolatanion aus Natriumethanolat in Ethanol glatt zum 2,2-Diethoxytetrahydrofuran.
Unter Vermeidung der Verwendung von Diethylether als Lösungsmittel und seiner Bildung als Nebenprodukt bei der Synthese, sowie der Isolierung schwer handhabbarer Zwischenprodukte kann 2,2-Diethoxytetrahydrofuran auch in einer Eintopfreaktion ohne Lösungsmittel mit den Reaktanden γ-Butyrolacton, Orthoameisensäuretriethylester und gasförmigem Bortrifluorid hergestellt werden. Zunächst bildet sich aus dem Triethylorthoformiat und Bortrifluorid bei −30 °C Diethoxymethylium-tetrafluoroborat, das die Carbonylgruppe des γ-Butyrolactons electrophil angreift und zum O-Ethyl-γ-butyrolactoniumtetrafluoroborat umsetzt. Zugegebenes Natriumethanolat in Ethanol reagiert zum Endprodukt, das nach Destillation in 69%iger Gesamtausbeute erhalten wird.
Die Reaktion verläuft unter schonenden Bedingungen (<0 °C), und die praktisch quantitative Addition von Ethanolat an O-Ethyl-γ-butyrolactoniumtetrafluoroborat kann auch durch Basen wie Ammoniak und Triethylamin katalysiert werden.

## Eigenschaften
2,2-Diethoxytetrahydrofuran ist eine wasserklare Flüssigkeit, die nach Angaben in der Originalliteratur bei 60–61,5 °C unter 10 mm Hg Vakuum siedet.

## Verwendung
Der cyclische Orthoester 2,2-Diethoxytetrahydrofuran ist ein reaktives bifunktionelles Monomer, das durch Umesterung mit α,ω-Diolen bioabbaubare Polyorthoester des Typs POE-I bildet.
Polyorthoester finden Verwendung als Einbettungsmedien für Pharmaka in Depotarzneiformen zur kontrollierten Wirkstofffreisetzung durch Oberflächenerosion unter physiologischen Bedingungen.